# Internationale Helsinki-Föderation für Menschenrechte
Die Internationale Helsinki-Föderation für Menschenrechte (englisch International Helsinki Federation for Human Rights, IHF) war eine internationale Nichtregierungsorganisation, die von 1982 bis 2007 bestand. Sie hatte es sich zur Aufgabe gemacht, die Achtung der Menschenrechte in den Staaten der OSZE zu schützen. Ihr gehörten 46 nationale Organisationen an, ihr Sitz war in Wien.

## Tätigkeit
Das wichtigste Ziel war es, die Einhaltung der Schlussakte von Helsinki von 1975 und ihrer Folgeabkommen in Europa, Nordamerika und Zentralasien zu überwachen. Die Föderation vertrat dabei ihre Mitglieder gegenüber der internationalen Politik und unterhielt Verbindungen zu Gruppen von Menschenrechtsaktivisten in Ländern, die der Schlussakte von Helsinki nicht beigetreten waren. Die gesammelten Informationen wurden nicht nur den beteiligten Organisationen, sondern auch Regierungen, Botschaften und der Presse und Öffentlichkeit zur Verfügung gestellt.

## Geschichte
1982 gründeten nationale Gruppen aus Belgien, Frankreich, Kanada, den Niederlanden, Norwegen, Österreich, Schweden und den USA in Bellagio die Internationale Helsinki-Föderation für Menschenrechte.
Vorläufer war die Organisation Helsinki Watch in den USA. Die Internationale Helsinki-Verein in der Schweiz übertrug 1983 seine Tätigkeit teilweise, 1986 vollständig auf die neue Föderation.
Erster Präsident war Karel Schwarzenberg von 1984 bis 1991.
Im November 2007 musste die IHF wegen Veruntreuung des Vereinsvermögens durch den Kassierer Rainer Tannenberger den Konkurs anmelden. Es waren 1,2 Millionen Euro entwendet worden. Tannenberger wurde zu drei Jahren Gefängnis verurteilt.
Am 27. November 2007 musste die IHF ihre Auflösung bekanntgeben.
Einige Gruppen sind jetzt Mitglied in der Fédération internationale des ligues des droits de l’Homme (FIDH).

## Mitglieder
(Auswahl)
- Armenische Helsinki-Assoziation, ab 2004[2]
- Bulgarisches Helsinki-Komitee
- Moskauer Helsinki-Gruppe, ab 1989
- Norwegisches Helsinki-Komitee, ab 1982
- Schwedisches Helsinki-Komitee, ab 1982
- Schweizerische Helsinki-Vereinigung, ab 1983
- Tschechische Helsinki-Gruppe, ab 1992 (Tschechoslowakische Helsinki-Gruppe, 1989–1992)
- Ukrainische Helsinki-Gruppe
- Belarussisches Helsinki-Komitee, ab 1995

## Anerkennungspreis
Die Internationale Helsinki-Föderation für Menschenrechte vergab einen Anerkennungspreis (Recognition Award) für Menschenrechtsaktivisten und -organisationen von 2000 bis 2006.
Preisträger:
- 2000: Juri Schmidt, Russland, Rechtsanwalt
- 2004: Russisch-tschetschenische Freundschaftsgesellschaft, Menschenrechtsorganisation
- 2005: Jewgeni Schowtis, Kasachstan, Menschenrechtsaktivist
- Karinna Moskalenko, Russland, Rechtsanwältin

## Zitat
- Karel Schwarzenberg, erster Präsident seit 1984, berichtete in einem Festvortrag 2009 über die Entstehung der Föderation:[3]

„Helsinki Föderation für Menschenrechte gekommen? Das war ja im Prinzip eine Moskauer Gründung. Ein paar sehr tapfere russische Bürger – einer von ihnen hat das danach im Lager mit dem Leben bezahlt – haben sich nach der Helsinki Schlussakte dazu entschlossen, ihre Einhaltung in der Sowjetunion genau zu beobachten. Und natürlich sind sie dann sehr schnell eingesperrt worden, aber die Idee war einmal auf der Welt und dann sind in Norwegen, in Holland, in verschiedenen anderen Ländern Gruppen entstanden und haben bei einem Kongress in Italien beschlossen es wäre gut, wenn sie in einer Föderation zusammenarbeiteten. Deswegen hieß es auch ‚Helsinki Föderation‘ und sie haben entschieden, dass angesichts der damaligen Umstände der beste Ort um diese anzusiedeln, Wien wäre. A, weil Österreich neutral war und B, weil es nahe den Hauptproblemzonen war. Sie sind daraufhin nach Wien gefahren und einer der Leute, mit denen sie sich beraten haben, war damals Bruno Kreisky. Ob dagegen von österreichischer Seite etwas einzuwenden wäre? Er hat gesagt, es wäre nichts dagegen einzuwenden, solange es um den Kampf für Menschenrechte geht und keinen politischen, ist das absolut für ihn in Ordnung. Und dann haben sie gesagt: ‚Wir sind doch in ganz Europa verstreut und bräuchten irgendeinen „figure head“, jemand der uns hier in Wien repräsentiert.‘ Ob er jemanden wüsste? Da wird er kurz nachgedacht haben und sagte dann: ‚Ich habe einen Vorschlag für Sie, aber dass der ausgerechnet von mir kommt?‘ Aber ich wüsste einen – so hab ich es verstanden – er deutete an, dass dieser den Unterschied zwischen Bukarest und Budapest wüsste und hat mich damals vorgeschlagen. So bin ich dazugekommen. Ich habe natürlich gesagt, ich stehe gerne zur Verfügung, aber nicht nur als ‚figure head‘, sondern wenn ich in diesem Rahmen auch wirklich etwas machen kann.
So bin ich in die ganze Arbeit hineingekommen. Um die Wahrheit zu gestehen, das alles wäre ohne meinen österreichischen Hintergrund nicht möglich gewesen, denn in den vielen Jahren habe ich, mehr durch Glück und Umstände als durch eigenen Verdienst, eine gewisse Stellung in Österreich gehabt, habe in Wien jedermann gekannt und das war löblicherweise auch den damaligen tschechoslowakischen Geheimdiensten und Schwesterorganisation bekannt.“